# Fiorinia multipora
Fiorinia multipora är en insektsart som beskrevs av Karl Hermann Leonhard Lindinger 1911. Fiorinia multipora ingår i släktet Fiorinia och familjen pansarsköldlöss. Inga underarter finns listade i Catalogue of Life.